# Фиби Халивел
Фиби Халивел (енгл. Phoebe Halliwell) је измишљени лик америчке телевизијске серије "Чари", продуцентске куће Ви-Би. Њен лик тумачи Алиса Милано, која се у серији појављује у 178 епизода, што је после Холи Мари Коумс сврстава на друго место најзаступљенијих глумица у серији. У неколико наврата лик Фиби тумаче и Саманта Голдстин и Лори Ром. Првобитно је Фиби била најмлађа од три сестре. Међутим, убрзо после смрти најстарије Пру, а потом и откривања нове сестре (Пејџ), постаје средња чаробница. Фиби се удаје три пута и то: за Кола Тарнера, потом за Декса Лосона и на крају за Копа.
АОЛ је прогласио Алису Милано за седму најутицајнију вештицу у историји телевизије.

## Биографија
Фиби је рођена као најмлађе дете у породици Халивел и то у породичној кући у улици Прекот 1329 у Сан Франциску. Њезини родитељи били су мајка вештица Патриша Халивел и отац смртник Виктор Бенет. Има две старије сестре, Пру и Пајпер. Током рођења дата јој је моћ гледања у будућност и прошлост, а касније је овладала и левитацијом. Иако неозбиљна, романтична и веома емотивна, Фиби је интелигентна девојка која је била одлична ученица. Једном је чак освојила награду за ученицу месеца. Пру јој је често приговарала због неодговорности и често се са њом препирала, поготово након што ју је прогласила кривом за раскид са својим вереником, којег је Фиби наводно заводила. Једном је Фиби ухваћена у ситној крађи у продавници, што је разочарало њене сестре и баку са којом су живеле. Сазнање да су вештице и изненадна смрт њихове баке, Пенелопе Халивел, побољшало је сестринске односе.

## Фибин вештичји живот
Шест месеци након бакине смрти Фиби се вратила у Сан Франциско да станује заједно са сестрама у породичној кући. У почетку Пру није била нимало љубазна према њој. Недуго затим, Фиби је на тавану нашла "Књигу сенки" и изрекла чаролију којом је неочекивано призвала моћи себи и сестрама. Тада су сазнале да су вештице и који је њихов задатак. Она је добила моћ предвиђања. У почетку је била разочарана, јер јој те моћи не повећавају борбене способности у окршајима са злим силама, али је касније схватила да су и њене моћи корисне. Моћ левитације коју је стекла првобитно није могла контролисати, али је временом и њу свладала.
Фиби је од свих сестара најталентованија за писање чаролија. Она је написала чаролију која је уништила Извор. На сахрани своје сестре Пру, Фиби је упознала Пејџ Метјуз за коју се касније испоставило да је њена полусестра. Фиби је често она која прва открије неку чињеницу, као што је на пример прва открила да су вештице. Такође, прва је открила да је Лео белосвитац, али он ју је замолио да то никоме не каже. Моћ предвиђања је вештицама била од значајне користи, а Фиби је убрзо научила и како да призове и визије из прошлости.
Током свог вештичијег живота, неколико пута била је преображена несрећним случајем у друго биће.